# (64291) Anglee
(64291) Anglee est un astéroïde de la ceinture principale.

## Description
(64291) Anglee est un astéroïde de la ceinture principale. Il fut découvert le 23 octobre 2001 à l'observatoire Desert Eagle par William Kwong Yu Yeung. Il présente une orbite caractérisée par un demi-grand axe de 2,70 UA, une excentricité de 0,05 et une inclinaison de 4,7° par rapport à l'écliptique.

## Compléments